# Johann Jakob Baumann (Pfarrer)
Johann Jakob Baumann (* 21. Oktober 1824 in Stilli; † 15. Mai 1889 in Brittnau) war ein Schweizer reformierter Pfarrer.

## Leben und Werk

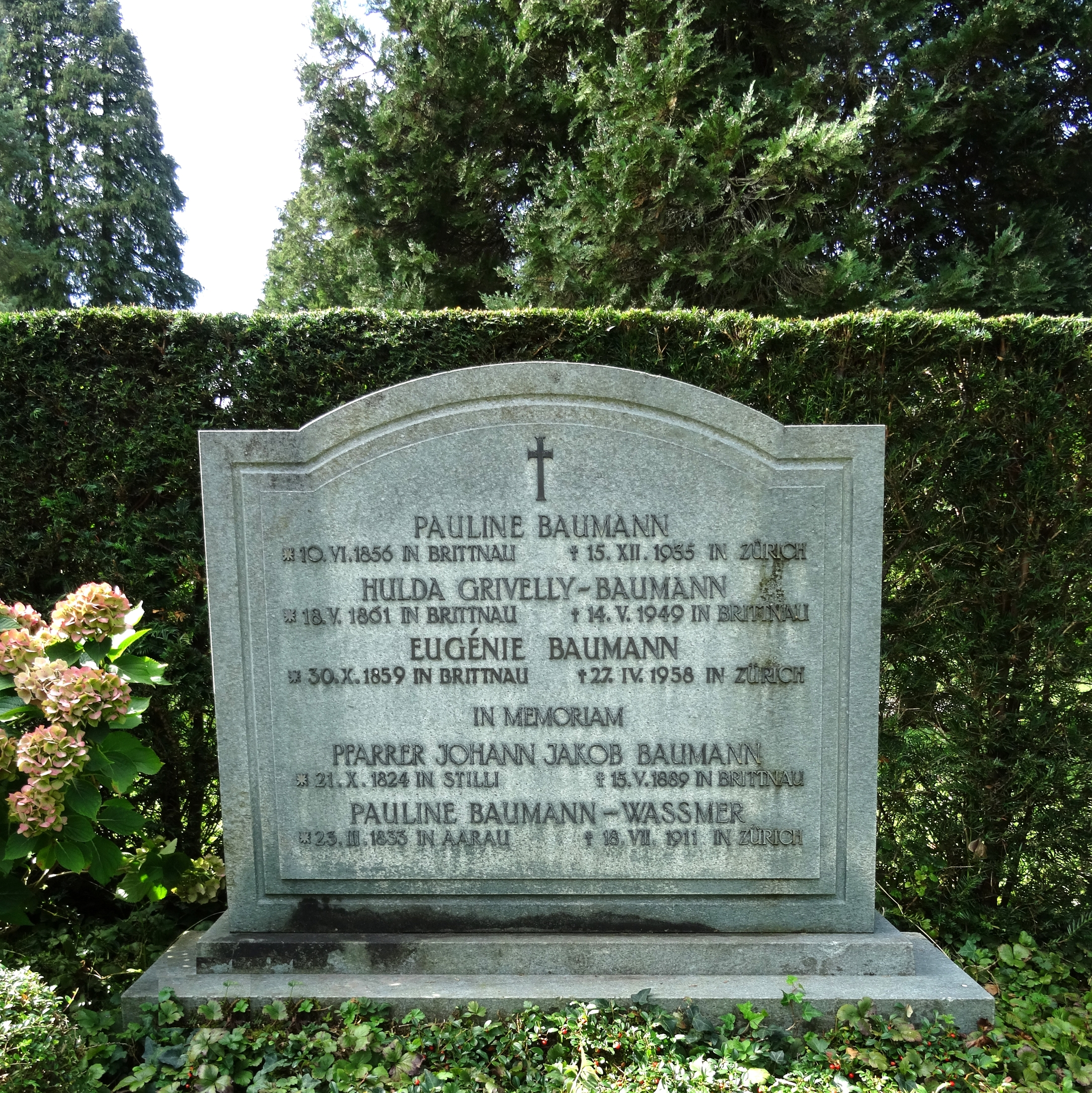
Familiengrab, Friedhof Rehalp, Zürich

Johann Jakob Baumann besuchte die Bezirksschule in Brugg und die Kantonsschule in Aarau. Am 12. Mai 1846 immatrikulierte er als stud. phil an der Universität in Jena. Im Wintersemester 1847/1848 wechselte er an die theologische Fakultät. In Jena machte er u. a. Bekanntschaft mit Emil Welti und Samuel Wildi.
Infolge der Oktoberrevolution musste Johann Jakob Baumann überstürzt das Land verlassen. Nach einem kurzen Studienaufenthalt in Zürich wechselte er an die Universität in Tübingen, wo er aus finanziellen Gründen das Studium 1849 abbrechen musste.
In der Folge liess sich Johann Jakob Baumann ordinieren und war anschliessend als Vikar in Brittnau tätig. Am 9. Mai 1855 wurde er in Brittnau als Pfarrer gewählt und heiratete am 24. Juli 1855 Pauline, geborene Wassmer (geb. 23. März 1833 in Aarau; gest. 18. Juli 1911 in Zürich). Das Ehepaar hatte sieben Töchter.
Johann Jakob Baumann engagierte sich in sozialen, politischen und kulturellen Bereichen. Das Familiengrab befindet sich auf dem Friedhof Rehalp in Zürich.